# 2016 TP120
2016 TP120 est un objet transneptunien détaché, d'environ 192 km de diamètre.